# Notre-Dame du Sablon/Onze-Lieve-Vrouw ten Zavel

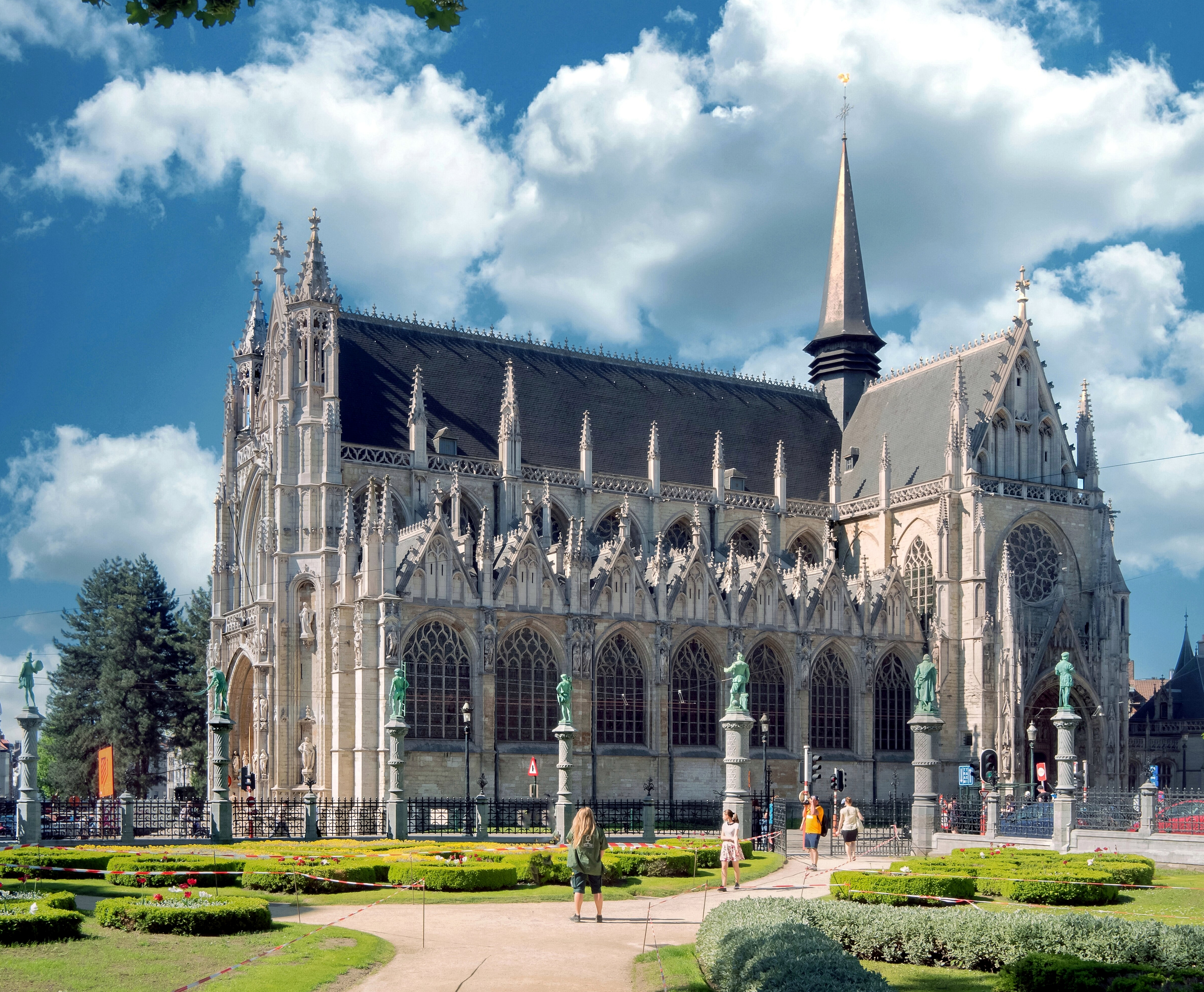
Notre-Dame du Sablon, Gesamtansicht

Die Notre-Dame du Sablon (franz.) oder Onze-Lieve-Vrouw ten Zavel (niederl.) ("Liebfrauenkirche am Zavel"; mitunter auch Notre-Dame des Victoires) ist ein am Zavel/Sablon-Platz in Brüssel gelegener Sakralbau.
Die gotische Kirche enthält seit dem 14. Jahrhundert eine Madonnenstatue, die für sie namensgebend wurde. Die Kirche war im 16. Jahrhundert Grablege der habsburgischen Postmeister, der am Ende des 17. Jahrhunderts gefürsteten Thurn und Taxis.

## Geschichte

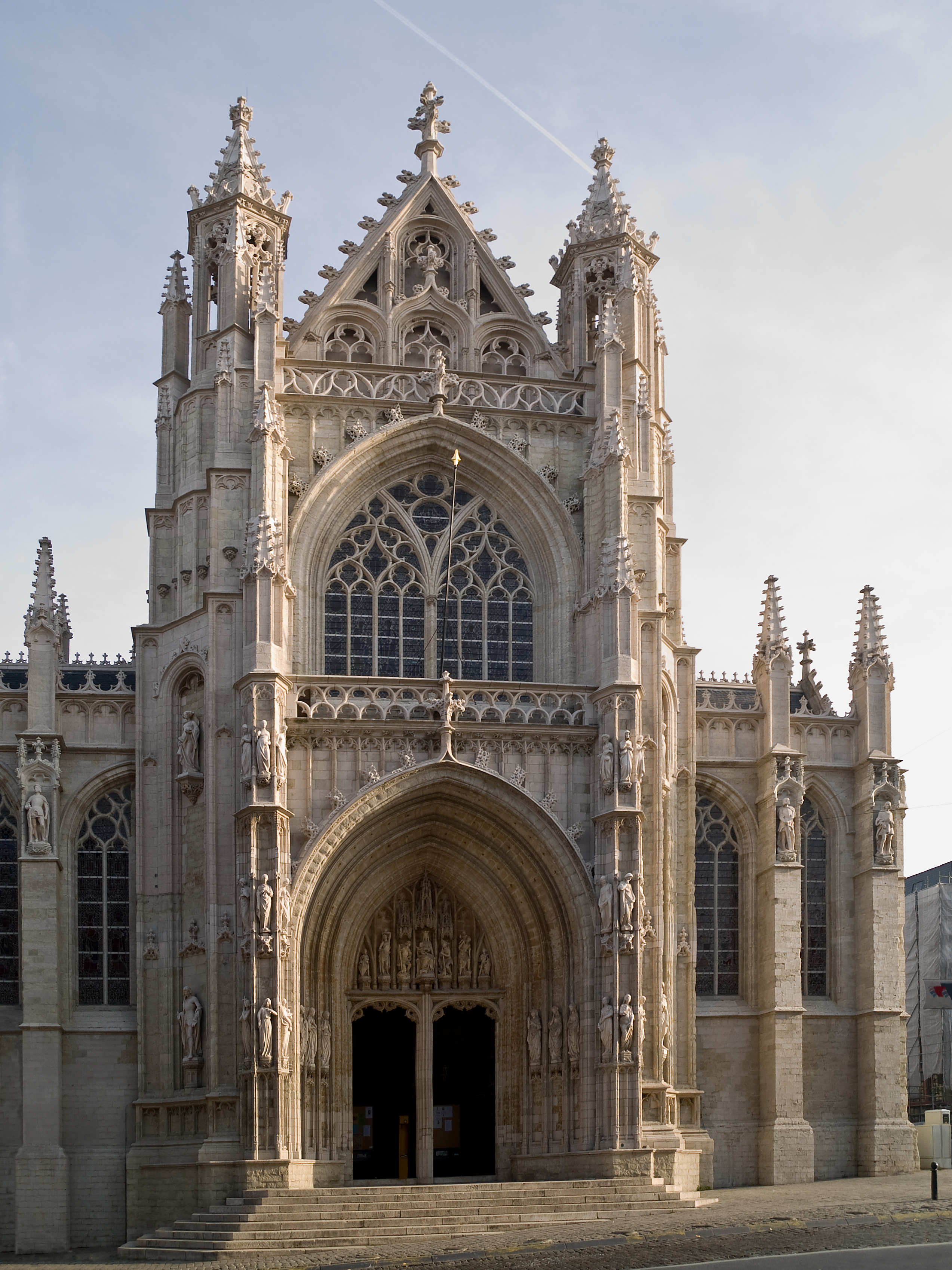
Notre-Dame du Sablon: die Fassade an der Rue des Sablons

Das heutige Brüsseler Stadtviertel Sablon/Zavel war im 13. Jahrhundert nicht mehr als eine große sandige Fläche, die als Begräbnisplatz diente. Im Jahre 1304 errichtete die Gilde der Armbrustschützen dort eine Kapelle. Nachdem in der Kapelle 1348 eine aus einer Antwerpener Kirche entwendete und angeblich wundertätige Marienstatue aufgestellt worden war, wurde sie zum Anziehungspunkt für Gläubige, die der Kapelle großzügige Spenden zukommen ließen.
Dies gab in der Gilde der Armbrustschützen zu Beginn des 15. Jahrhunderts den Anlass dafür, die Kapelle durch einen neuen und größeren Sakralbau zu ersetzen. Zunächst wurden das südliche Querschiff und die ersten beiden Pfeiler des Hauptschiffs errichtet, dann folgten das nördliche Querschiff und der Chor, sowie die Längsschiffe, welche zu Beginn des 16. Jahrhunderts noch einmal verlängert wurden. Die massiven Stützmauern deuten darauf hin, dass der Bau eines Turmes vorgesehen war. Als nach dem Tod Karls des Kühnen 1477 Unruhen ausbrachen, kamen die Bauarbeiten zum Erliegen. Erst unter der Herrschaft Philipps des Schönen wurden die Arbeiten an den Seitenschiffen und am Hauptportal fortgesetzt. Die Statthalterin der habsburgischen Niederlande, Margarete von Österreich, fühlte sich der Kirche sehr verbunden und initiierte dort 1530 eine große Prozession zum Dank für die Befreiung von der Pest, welche Brüssel heimgesucht hatte.
Als Ende des 16. Jahrhunderts der Calvinismus Einzug hielt, wurde die Kirche geschlossen, litt aber darüber hinaus durch den Schutz der militärischen Gilden nur wenig unter den religiösen Unruhen. Unter der französischen Herrschaft Ende des 18. Jahrhunderts wurde sie kurzzeitig entwidmet und geschlossen, 1803 aber wieder als Gotteshaus in Betrieb genommen.
Im 19. Jahrhundert wurde die Kirche einer gründlichen Renovierung unterzogen. Zunächst wurden 1878 die angebauten Gebäude abgerissen, anschließend wurde nacheinander durch die Architekten Schoy, Jean Van Ysendyck und Maurice Van Ysendyck das Kirchengebäude restauriert, bis die Arbeiten 1907 mit der Restaurierung des Südportals abgeschlossen werden konnten.
Papst Pius XI. ernannte Notre-Dame du Sablon am 12. September 1929 zur Offizialkirche der 1926 gegründeten belgischen Statthalterei des Ritterordens vom Heiligen Grab zu Jerusalem.

## Orgel

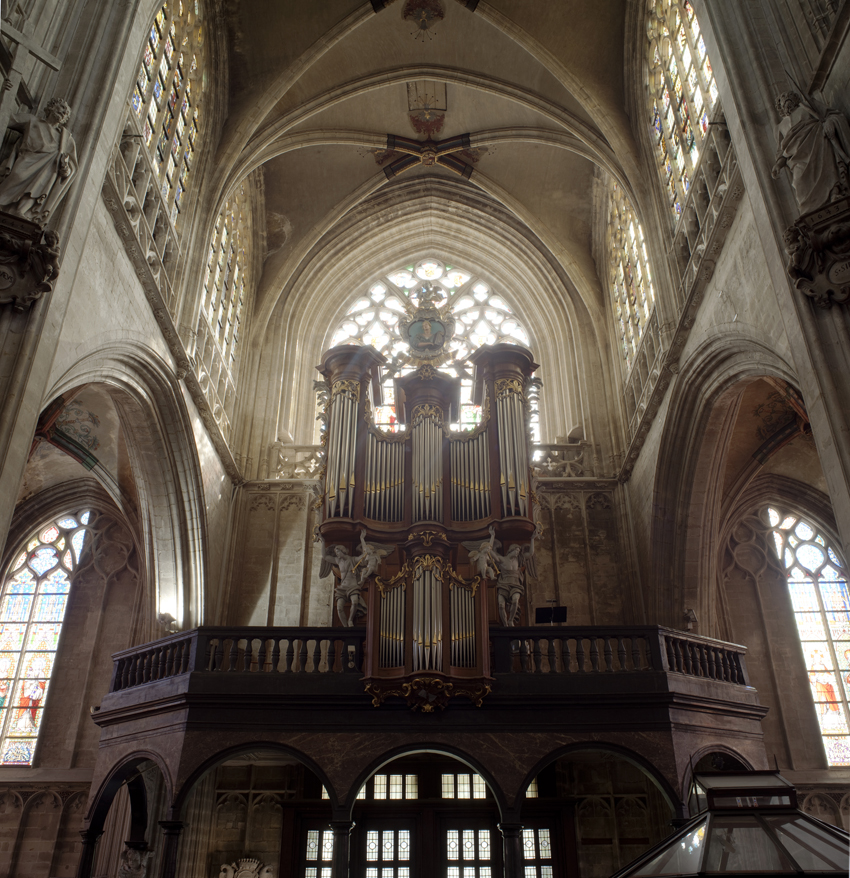
Blick auf die Orgel

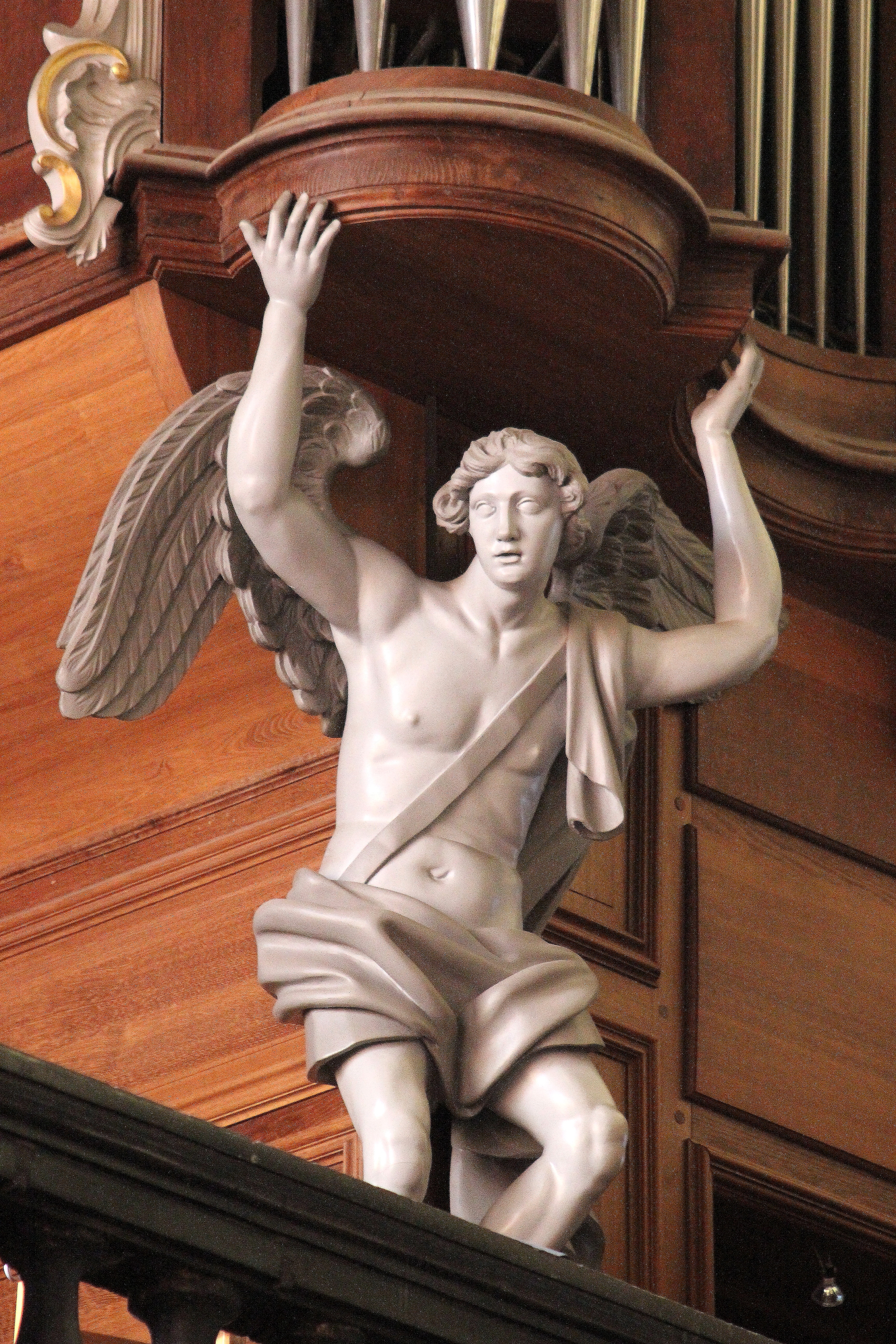
Detail

Die Orgel wurde 1764 von dem Orgelbauer Goynaut erbaut, und zuletzt von dem Orgelbauer Westenfelder bearbeitet. Das Instrument hat 41 Register auf drei Manualen und Pedal. Die Spiel- und Registertrakturen sind mechanisch.
| I Rückpositiv C–g3 |        |
| Bourdon            | 8′     |
| Prestant           | 4′     |
| Flûte              | 4′     |
| Doublette          | 2′     |
| Nasard             | 2 ⁄3′  |
| Tierce             | 1 3⁄5′ |
| Larigot            | 1 ⁄3′  |
| Fourniture III     |        |
| Cymbale II         |        |
| Cornet III         |        |
| Cromorne           | 8′     |
| Trémolo            |        |
| Tremblant          |        |

| II Hauptwerk C–f3 |        |
| Bourdon           | 16′    |
| Montre            | 8′     |
| Bourdon           | 8′     |
| Prestant          | 4′     |
| Flûte             | 4′     |
| Doublette         | 2′     |
| Grosse tierce     | 3 1⁄5′ |
| Nasard            | 2 ⁄3′  |
| Tierce            | 1 3⁄5′ |
| Sesquialtera II   |        |
| Fourniture IV     |        |
| Cymbale III       |        |
| Cornet V          |        |
| Bombarde          | 16′    |
| Trompette         | 8′     |
| Voix humaine      | 8′     |
| Clairon           | 4′     |
| Trémolo           |        |

| III Echowerk C–f3 |        |
| Bourdon           | 8′     |
| Prestant          | 4′     |
| Doublette         | 2′     |
| Nasard            | 2 ⁄3′  |
| Tierce            | 1 3⁄5′ |
| Trompette         | 8′     |
| Trémolo           |        |
| Tremblant         |        |

| Pedalwerk C–f1 |     |
| Flûte          | 16′ |
| Flûte          | 8′  |
| Flûte          | 4′  |
| Flûte          | 2′  |
| Bombarde       | 16′ |
| Trompette      | 8′  |
| Clairon        | 4′  |